# 鍋島茂明
鍋島 茂明（なべしま しげあきら）は、江戸時代中期の武士。肥前国佐賀藩士。武雄鍋島氏7代当主。26代佐賀藩自治領武雄領主。文献の中では鍋島能登の名で呼ばれることが多い。

## 生涯
元文5年（1740年）、25代武雄領主・鍋島茂昭の子として誕生。
宝暦5年（1755年）10月、家督を相続。宝暦10年（1760年）9月、6代藩主・鍋島宗教の参勤交代に従い江戸に行く。後に請役所勝手方心遣（請役及び勝手方の相談役）に就任し、明和7年（1770年）に7代藩主・鍋島重茂の死を受けて治茂が8代藩主となった後も、引き続き請役所勝手方心遣に任命されている。
明和8年（1771年）1月に死去、同年3月、嫡子・茂順が家督を相続した。